# Svarthamaren
Der Svarthamaren (norwegisch für Schwarzer Hammer) ist ein markanter und eisfreier Berg im ostantarktischen Königin-Maud-Land. Er ragt im Mühlig-Hofmann-Gebirge östlich der Mündung des Vestre Skorvebreen auf und liegt rund 200 km landeinwärts von der Prinzessin-Astrid-Küste entfernt. Der Berg ist das größte Brutgebiet des Antarktiksturmvogels mit bis zu 180.000 Brutpaaren. Am Fuß des Berges liegt seit 1993 die nur im Sommer bemannte norwegische Forschungsstation Tor.
Norwegische Kartografen, die ihn auch benannten, nahmen anhand von Luftaufnahmen und Vermessungen der Dritten Norwegischen Antarktisexpedition (1956–1960) eine Kartierung vor.